# 西海闸门站
西海閘門站（韓語：서해갑문역）是朝鮮民主主義人民共和國南浦特别市的一個鐵路車站，属于西海閘門線。

## 车站周边
- 西海水闸

## 邻近车站
西海閘門線
新寧里站 - 西海閘門站 - 松觀站